# Smal watervorkje
Smal watervorkje (Riccia canaliculata) is een levermos behorend tot de watervorkjesmosfamilie (Ricciaceae).

## Determinatie
Smal watervorkje is een thalleus levermos dat kleine matten of rozetten vormt. Hoewel zorgvuldige controle gewenst is, wordt smal watervorkje vaak in het veld al herkend aan het smal uitlopende uiteinde van het thallus. Het thallus van gewoon watervorkje is vaak verbreed aan de top en heeft bovendien geen groef.

## Ecologie
Smal watervorkje is een pioniersoort op permanent vochtige tot natte (soms tijdelijk onder water), lichte, zwak zure tot neutrale, matig voedselrijke standplaatsen; vooral op zandig-lemige en zandig-venige bodems van tijdelijk droogvallende oevers van (padden)poelen, vijvers, vennen en plassen, voorts in greppels en sporadisch op maïsakkers en is ook in gemeenschappen van het dwergbiezen-verbond aangetroffen. 

## Verspreiding
In Nederland komt smal landvorkje zeldzaam voor. Het staat niet op de rode lijst en is niet bedreigd. Smal watervorkje is beperkt tot de hogere zandgronden.